# Kõinastu
Kõinastu – wieś w Estonii, w prowincji Sarema, w gminie Orissaare. 1 stycznia 2004 roku wieś zamieszkiwały tylko 4 osoby.